# Puessans
Puessans település Franciaországban, Doubs megyében. Lakosainak száma 33 fő (2022. január 1.). Puessans Rougemont, Gouhelans, Huanne-Montmartin, Mondon, Montussaint és Rognon községekkel határos.

## Népesség
A település népességének változása:
| Lakosok száma | 43   | 43   | 42   | 38   | 37   | 32   | 31   | 31   | 33   | 33   |
|               | 1968 | 1982 | 1990 | 2006 | 2013 | 2015 | 2017 | 2019 | 2020 | 2022 |